# Hanover County
Hanover County är ett administrativt område i delstaten Virginia, USA, med 99 863 invånare. Den administrativa huvudorten (county seat) är Hanover. 

## Geografi
Enligt United States Census Bureau så har countyt en total area på 1 228 km². 1 224 km² av den arean är land och 4 km² är vatten.   
I-95 passerar genom countyt i nord-sydlig riktning. Nöjesparken Kings Dominion är även belägen där  

### Orter
- Doswell
- Hanover
- Mechanicsville

### Angränsande countyn
- Spotsylvania County - nordväst
- Caroline County - nord
- King William County - nordost
- New Kent County - öst
- Henrico County - syd
- Goochland County - sydväst
- Louisa County - väst

## Kända personer
Patrick Henry, en av USA:s grundlagsfäder, föddes 1736 i byn Studley som ligger i Hanover County. Även Henry Clay som senare blev USA:s utrikesminister och senator föddes 1777 på en gård i countyt.